# Neoloboptera chakrabortyi
Neoloboptera chakrabortyi är en kackerlacksart som beskrevs av Roth, L. M. 1995. Neoloboptera chakrabortyi ingår i släktet Neoloboptera och familjen småkackerlackor. Inga underarter finns listade i Catalogue of Life.